# Ortoedro
Un ortoedro es un prisma rectangular ortogonal, cuyas caras forman entre sí ángulos diedros rectos. A estos prismas rectos se los denomina  paralelepípedos rectangulares. Habitualmente se las identifica con cajas como las de zapatos, ladrillos o, si está de pie, con la forma de una torre. Las caras opuestas de un ortoedro son iguales entre sí.
El cubo es un caso especial de ortoedro, de seis caras cuadradas iguales.

## Fórmulas del ortoedro
Si llamamos {\displaystyle a\,} al ancho o profundidad de un ortoedro, {\displaystyle b\,} a su altura y {\displaystyle c\,} a su longitud, podemos definir las siguientes fórmulas:

### Áreas
El área total del paralelepípedo es igual a la suma de las respectivas áreas de sus 6 caras, que al estar repetidas 2 veces, se pueden calcular como:
{\displaystyle A\,=\,2\cdot a\cdot b+2\cdot a\cdot c+2\cdot b\cdot c}
O lo que es lo mismo:
{\displaystyle A\,=\,2\cdot (a\cdot b+a\cdot c+b\cdot c)}
Por su parte, el cálculo del área lateral será análogo, pero omitiendo las bases superior e inferior:
{\displaystyle A_{l}\,=\,2\cdot a\cdot b+2\cdot b\cdot c}
También se puede calcular como el producto del perímetro de la base por la altura.

### Volumen
El volumen del ortoedro se calcula, al igual que el de cualquier prisma recto, multiplicando el área de la base Bor por la altura hor. Dado que la base es un rectángulo, y el área del rectángulo es igual al producto de su base bR por altura hR o el producto de sus lados contiguos, se puede calcular el volumen del ortoedro como
{\displaystyle V\,=\,a\cdot b\cdot c}

### Diagonal
Considérese una cara (rectángulo) trace su diagonal de tal polígono. Por uno de sus extremos trace una arísta perpendicular. Se une el primer extremo de la diagonal del rectángulo con el extremo de la arista, fuera del plano de la cara; tal segmento es una diagonal del ortoedro. Basándonos en el Teorema de Pitágoras podemos calcular la diagonal espacial del ortoedro de la siguiente forma:
{\displaystyle D\,=\,{\sqrt {a^{2}+b^{2}+c^{2}}}}